# Bisbat de Metz

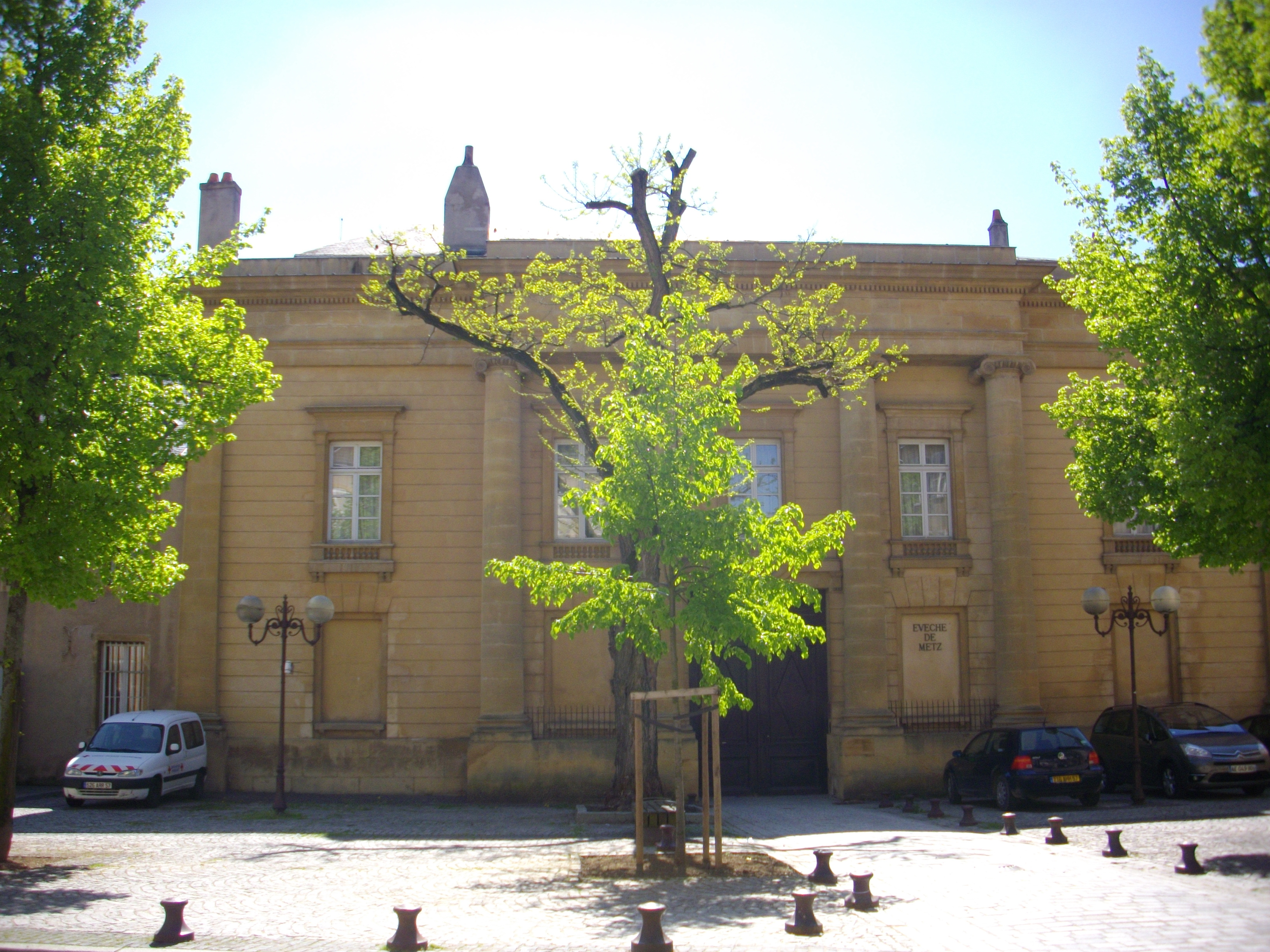
L'actual palau episcopal de Metz, situat a l'antiga abadia de Sainte-Glossinde, fundada el.

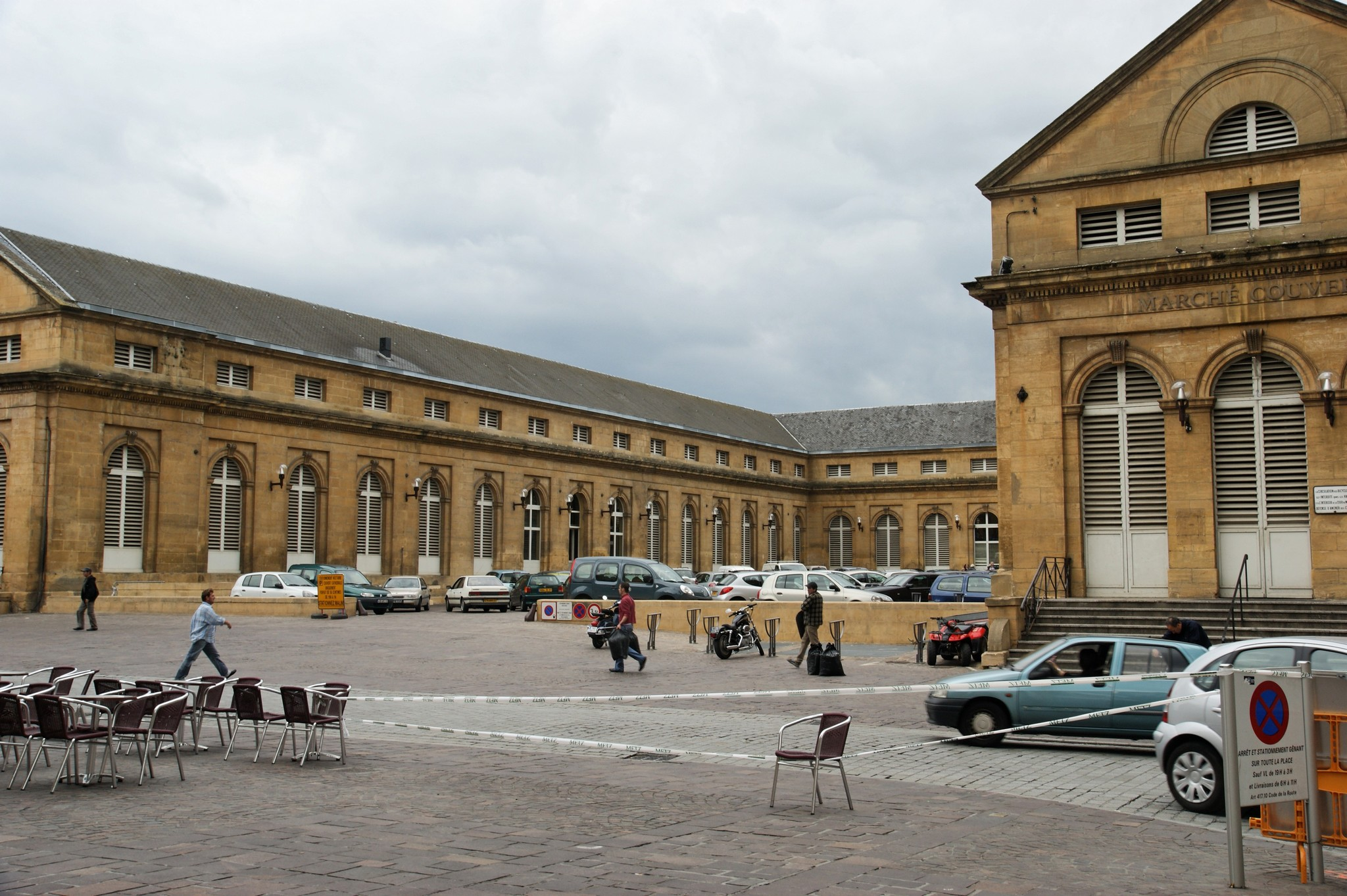
L'antic palau episcoapl, inicat al, però mai no acabat; segrestat durant la Revolució francesa, sent transformat en un mercat cobert.

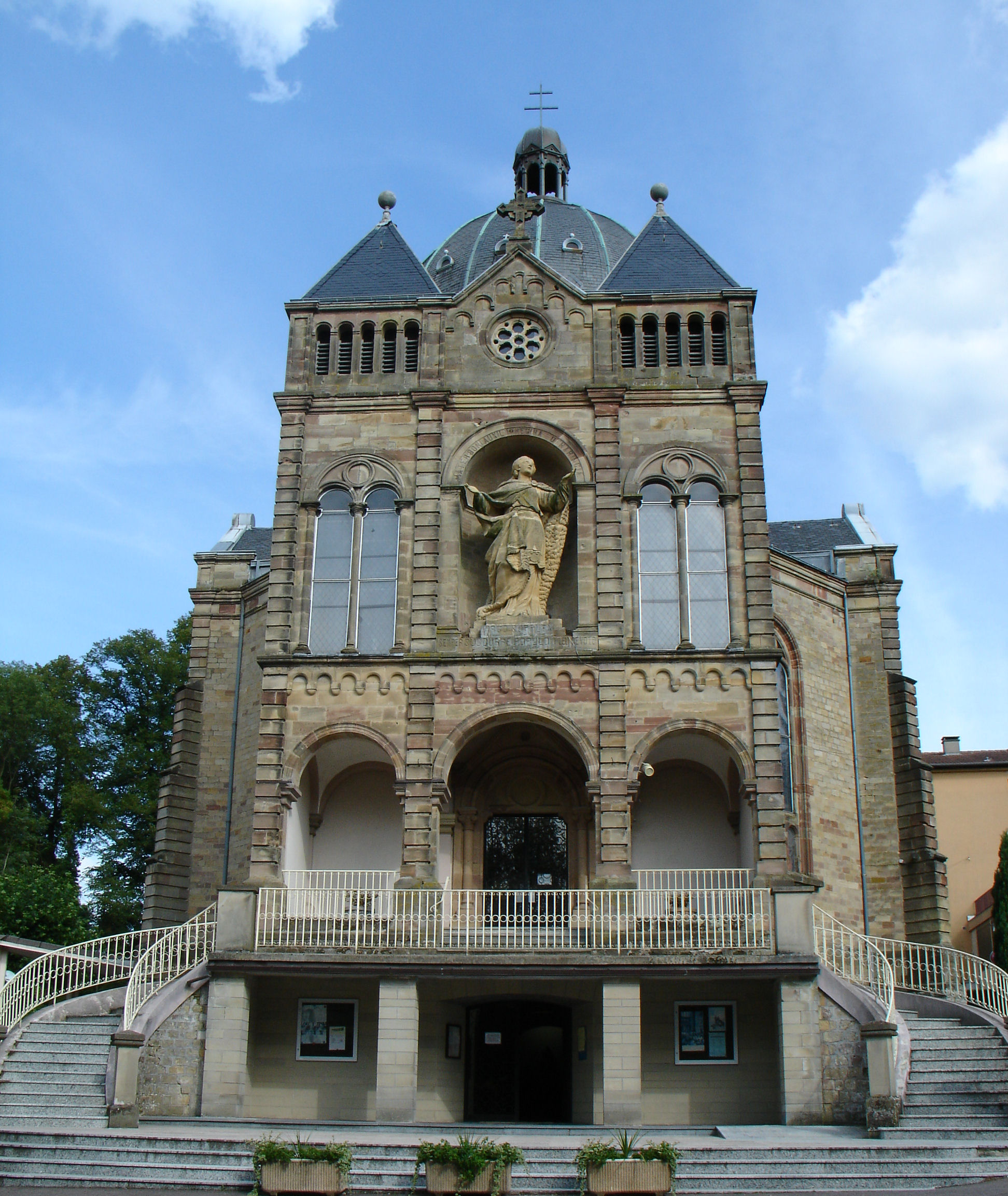
La basílica Notre-Dame-de-Bon-Secours a Saint-Avold.

El bisbat de Metz (francès: Diocèse de Metz, llatí: Dioecesis Metensis) és una seu de l'Església Catòlica a França, immediatament subjecta a la Santa Seu. El 2013 tenia 813.000 batejats sobre una població de 1.045.066 habitants. Actualment està regida pel bisbe Jean-Christophe André Robert Lagleize. Des de 1225 a 1789 el bisbes de Metz foren també comtes de Metz.

## Territori
La diòcesi comprèn el departament francès de Mosel·la.
La seu episcopal és la ciutat de Metz, on es troba la catedral de Sant Esteve.
El territori s'estén sobre 6.226 km², i està dividit en 649 parròquies, agrupades en cinc zones (Metz, Thionville, Saint-Nabor, Château-Salins/Sarrebourg i Sarreguemines/Bitche) i 25 arxiprestats.

## Història
La diòcesi de Metz va ser probablement erigida cap a finals del segle iii; l'antiga tradició, testificada pels catàlegs episcopals ja al segle viii, reconeix com el primer bisbe a Climent. No obstant això, els primers bisbes no gaudeixen d'un rastre segur, fins que un dels dos Víctors, la signatura del qual apareix en un document elaborat el 346 amb el qual, en el pseudo-consell de Colònia, a un grup de bisbes va prendre com a seva la decisió del Concili de Sàrdica a favor de sant Atanasi; i a Esperi, que va prendre part en el Sínode de Clermont el 535.
Divodurumera la capital i centre administratiu dels pobles celtes del mediomàtrics a la província romana de la Gàl·lia belga prima, com ho demostra la Notitia Galliarum d'inicis del segle v. Des del punt de vista tant religiós com civil, Metz depenia de la província eclesiàstica de l'arquebisbat de Trèveris, seu metropolitana províncial. S'integrà en el regne d'Austràsia merovingi, car Metz n'era la capital i després a l'Imperi Carolingi
A partir del 717 van obtenir drets d'immunitat en els seus dominis. El 775 un diploma de Carlemany va treure les seves possessions del control reial originant el poder temporal dels bisbes de Metz. El 783 a petició del capellà de Carlemany, Angilram, Pau va escriure la Gesta episcoporum Mettensium per narrar la història dels bisbes de Metz i de la dinastia carolíngia.
Els segles viii i ix van ser un període d'esplendor, especialment durant els pontificats de sant Crodegand i de Drogó, fill natural de Carlemany, període durant el qual es van multiplicar les parròquies i monestirs urbans subjectes a les regles de sant Columbà i de sant Benet. Crodegand, legat papal per al regne dels francs, va vincular el seu nom sobretot a l'establiment d'unes regles canòniques, la reforma de la litúrgia i la música sagrada.
A partir del 945 els bisbes de Metz exerciren el poder temporal de la ciutat i el comtat de Metz, amb el títol de comte de Metz i príncep del Sacre Imperi. A partir del 955 el feu eclesiàstic va ser extret de l'autoritat dels ducs de Lorena i posada sota la protecció directa de l'emperador, que exercí el dret d'elecció dels nous bisbes juntament amb el capítol.
Després de la guerra dels Amics (1234), que enfrontà els burgesos de Metz al bisbe Joan I d'Apremont, aquest últim es veié obligat a reconèixer la independència de la ciutat, concedint a la ciutat de Metz privilegis de ciutat lliure, retirant-se a Vic-sur-Seille, en una residència construïda al feu eclesiàstic.
En 1224 Jean d'Aspromonte va ser el primer bisbe de ser elegits exclusivament per capítol.
Després que George de Baden, mort en 1484, van ser elegits bisbes francesos fins al 1871. Fins al 1607 la càtedra episcopal era una prerrogativa de la casa de dels ducs de Lorena.
El 1552 la ciutat de Metz i les seves dependències van ser ocupades militarment per les tropes del rei francès Enric II, igual que les terres de Verdun i Toul. El "protectorat" dels Tres Bisbats de Lorena es transforma gradualment en una annexió de facto, reconeguda de iure pel Tractat de Munster del 1648.
Després de la Pau de Westfàlia del 1648, el territori de Metz es va convertir en part del regne de França. El rei cregué que el Concordat de Worms ja no era aplicable per a la Diòcesi de Metz i en virtut del concordat de Bolonya (1516) es va arrogar el dret de nomenar els bisbes de Metz, Toul i Verdun; tot i que no van ser reconeguts per la Santa Seu. Aquesta situació de conflicte no es va resoldre fins al 1664, quan Lluís XIV va obtenir del Papa Alexandre VII el privilegi de nomenar bisbes de Metz, privilegi esdevingut universal per decisió Climent IX el 23 de març de 1668.
Des del segle x els bisbes d'una banda, i el municipi de Metz des del final del segle xiv per l'altra banda, tenien i exercien el dret de moneda. En realitat, el bisbe donà el taller Metz a la ciutat el 1383 i els seus successors continuaren encunyant moneda episcopal a Marsal, possessió de domini temporal del bisbat, fins al 1460. Després d'una pausa de gairebé un segle, el cardenal Robert de Lenoncourt, bisbe de Metz en 1551, va instal·lar un nou taller a Vic-sur-Seille per reemplaçar el de Marsal i reprengué l'encunyació de moneda episcopal. Sota l'ocupació francesa va ser el seu successor, Carles II de Lorena, qui feu que funcionés fins 1559, fent encunyar tant moneda de tipus imperial com de tipus imperial. Després d'una nova interrupció, el bisbe Enric de Borbó-Verneuil emeté algunes peces a principis del segle xvii. No obstant això, després d'una suspensió de pagaments del taller pel rei de França en 1553, la ciutat de Metz recuperà el seu dret d'encunyar moneda en 1563 i utilitzat fins 1662.
En 1661, durant l'episcopat de Franz Egon von Fürstenberg es va establir el seminari diocesà; l'edifici actual va ser construït durant l'episcopat de Claude de Saint-Simon entre 1745 i 1748; el mateix bisbe en 1736 va assumir el títol de príncep-bisbe.
Fins a la reunió dels Tres Bisbats a França, Metz formà part del Cercle Imperial d'Alt Rin.
Carles II de Lorena va escriure els usatges de la diòcesi en 1601, que s'aplicà fins a la publicació del Codi Civil.
Abans de la revolució, l'arxiprestat de Bouquenom, una divisió de la arxidiaca de Sarrebourg, formava part de la diòcesi de Metz.
Durant la revolució, l'últim príncep-bisbe, cardenal Lluís Josep de Montmorency-Laval (1761-1802) va haver d'abandonar la seu per fugir a Alemanya.
Després del concordat, mitjançant la butlla Qui Christi Domini del 29 de novembre de 1801 la diòcesi va adquirir una nova fisonomia, amb un territori format pels departaments de Mosel·la, les Ardenes i Forêts (que corresponen en gran part a Luxemburg), i al mateix temps es va convertir en sufragània de l'arquebisbat de Besançon. El bisbe Pierre-François Bienaymé dividí administrativament la diòcesi en 90 parròquies i 1.251 parròquies auxiliars.
El projecte de concordat de 1817 preveia una reducció del territori diocesà a només el departament de Mosel·la, però aquest projecte no va tirar endavant. El 1821, amb la butlla De salute animarum, les 130 parròquies al territori prussià van ser cedides a la diòcesi de Trier. El 6 d'octubre de 1822 el departament de les Ardenes van ser annexats a la restaurada arxidiòcesi de Reims. A l'any següent, el territori de la diòcesi de Metz es va reduir encara més per la cessió de l'antic departament de Forêts a la diòcesi de Namur. Després d'aquests canvis territorials, la diòcesi es va quedar amb 30 parròquies i 418 parròquies auxiliars.
En 1871, després de la guerra francoprussiana de 1870, el Tractat de Frankfurt implicà l'annexió d'Alsàcia i la part nord-est de Lorena (regions de parla alemanya) al nou Imperi Alemany; i la diòcesi va passar a ser alemanya. Molt aviat la qüestió de la situació de les cultes en els territoris annexats. El Concordat, tractat internacional, no es podia aplicar teòricament en un territori que ja no estan coberts per la sobirania d'un signatari. D'altra banda, l'article 17 del concordat preveia la renegociació dels acords assolits en el cas que el successor del primer cònsol no fos catòlic, com era el cas del emperador d'Alemanya. Al final, per acord tàcit entre Alemanya i la Santa Seu, tot el règim de culte francès es va mantenir en els tres departaments annexats. Al llarg d'aquest període, el legislatiu completà o modific+a les disposicions existents per lleis específiques per Reichsland Alsàcia-Lorena o aplicables a la totalitat de l'imperi .Al mateix temps, la diòcesi va adquirir els districtes de Sarrebourg i de Château-Salins, que es van convertir en alemanys i havien pertangut a la diòcesi de Nancy; a canvi va cedir a la mateixa diòcesi el districte de Briey que era francès.
El 14 de juny de 1874, en virtut del decret Rem in ecclesiastica de la Congregació Consistorial, la diòcesi es va convertir en Immediatament subjecta a la Santa Seu.A continuació, la Kulturkampf provocà la desaparició de moltes institucions catòliques de Metz.

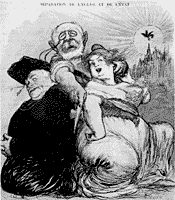
Llei de separació de l'Església i de l'Estat

Després de la Primera Guerra Mundial el territori de Lorena tornà a França: a causa d'això, el bisbe d'origen alemany, Willibrord Benzler, va haver de renunciar.
En 1918, al final de la Primera Guerra Mundial condueix a la devolució dels departaments del Rin i el Mosel·la a França, la història de la religió ha experimentat convulsions durant tot el període de la annexió. El 9 de desembre de 1905, el Parlament francès aprovà la llei anomenada de separació d'església i estat. Si el principi de lliure exercici de culte s'afirma allà, els cultes però perden cap reconeixement per part de l'Estat. En aquest context, la fixació del particularisme jurídic local d'Alsàcia-Mosela incloent el culte, la superioritat tècnica de determinades disposicions legislatives en matèria de seguretat social, a la llei de notari o de comerç, per exemple, impedia la reintroducció del Dret Civil Francès sense certs ajustos. Per tant, la llei del dret civil de l'1 de juny de 1924, permet el manteniment de les disposicions de la llei local de culte, de manera transitòria.
Per al seu desenvolupament històric particular, a diferència de la resta del país, on s'aplica el règim de separació d'església i estat, a la diòcesi de Metz es troba encara en vigor el concordat de 1801. Això implica, per exemple:
- que els bisbes d'aquesta seu són nomenats pel President de la República Francesa i reben la institució canònica per part de la Santa Seu; la data oficial de nomenament és el de la publicació conjunta en el Diari Oficial de la República Francesa i a l'Osservatore Romano,
- que l'ensenyament de la religió és obligatori a les escoles primàries i secundàries;
- que els sacerdots de la diòcesi reben de l'Estat una dotació comparable a la dels funcionaris públics de Categoria A.

No obstant això, si el bisbe francès s'havia mantingut a Metz el 1871, malgrat la seva ferotge oposició a l'annexió per Alemanya, el seu successor alemany, tot i que demostrà àmpliament el seu respecte i compassió als seus fidels, va haver de 
renunciar el 1919.
Entre 1940 i 1944, l'annexió de facto pel Tercer Reich eliminà el sistema legal de culte a Alsàcia i Mosel·la, que serà restaurat després de l'alliberament en un ordre de 15 de setembre 1944, en la seva forma anterior. Des de llavors, alguns textos han canviat els corpus legals, principalment per tal de permetre l'ajust de determinades disposicions no poden estrènyer. Atès que el Consell d'Estat va declarar en un dictamen de 24 de gener de 1925, el règim de concordat, com a resultat de la llei del 18 germinal any X (8 d'abril de 1802), segueix sent aplicable en els departaments del Rin i Mosel·la. Des 1874, les diòcesis de Estrasburg iMetz depenen directament de la Santa Seu i, per tant, no hi ha província eclesiàstica francesa .
L'any 2000, Monsenyor Pierre Raffin, llavors bisbe de la diòcesi va emetre un projecte pastoral diocesà per a la diòcesi de Metz. Es van donar dotze orientacions a l'Església Catòlica en Mosel·la. La més significativa i més visible es mantenir la consolidació de 649 parròquies agrupades en 27 arxiprestats i 5 arcedianats (Metz, Thionville,Saint-Avold, Sarrebourg, Sarreguemines), 136 comunitats en les parròquies, 251 sacerdots actius i 58 diaques permanents. El 2009, després de la reunió de les persones que participen en la catequesi, a Lourdes, una trobada va reunir més de 1500 persones a la catedral de Sant Esteve a Metz. En aquesta dinàmica es van crear directrius per a la catequesi i l'evangelització, que serà aplicada pel M gr Pierre Raffin 23 d'octubre del 2011, com un projecte de catequesi global per a la diòcesi.

## Llista de bisbes
El catàleg episcopal més antic de Metz és contingut al sacramentari de Drogó, redactat en vers al voltant del 776 durant l'episcopat d'Angilramo. Successivament, a partir d'aquest catàleg originari, s'escriviren d'altres catàlegs que posaren al dia aquest primitiu amb l'afegit de les dates de decés (segle ix) dels anys que ocupà l'episcopat (segle xi).

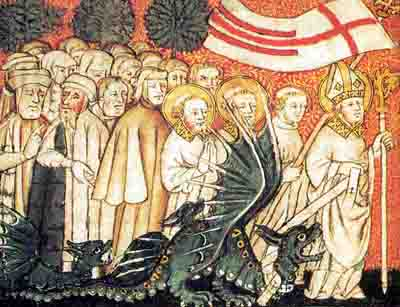
Sant Climent, primer bisbe de Metz

- Sant Climent, suposat deixeble de sant Pere (apòstol), evangelitzador de la regió amb Celeste de Metz i sant Fèlix diaca.[13] En realitat hauria estat bisbe vers 280-300, succeït per Celeste i després sant Fèlix diaca.[14] Les seves relíquies foren entregades al bisbe de Bamberg per Enric II del Sacre Imperi Romanogermànic.[15]
- Sant Pacient, suposat parent de sant Joan apostol.[16]
- vers 346: sant Víctor I[17] que hauria estat al psudo concili de Colònia del 346.[18] Potser va participar també al concili de Sardica o Sofia del 344.[19]
- Sant Víctor II, (citat el 346)[20][21]
- Sant Simeó, originari de Palestina, enterrat a l'abadia de Sant Pere de Senones al segle viii.[21]
- Sambaci,
- Sant Ruf o Ruffus,
- Sant Adelf, enterrat al segle ix a l'abadia de Sant Pere i Sant Pau de Neuwiller-lès-Saverne[21]
- Firmí, natiu de Grècia.[22]
- Sant Legonci †
- Sant Auctor o Auteuri, † (citat el 451)[23]
- Sant Expici, †
- Sant Urbici, quinzè bisbe, va rebre el títol d'arquebisbe.[22]
- San Bònol †
- San Terenci †
- San Consolí o Gosselí[24] †
- San Romà †
- San Fronini †
- San Gramaci †
- Sant Agatimbri †
- Hesperi de Metz † (citat el 535)
- San Vil·lic † (citat el 550 circa)
- San Pere † (citat abans del 581)
- sant Gondulf, podria ser un bisbe regionari o un corobisbe[25] o bé un bisbe elegit el 590 i mort poc després.[26]
- Aigulf† (citat el 601)
- Sant'Arnoald †
- San Pòppol †
- Sant Arnul † (després del 8 d'octubre de 614[27] - després del 627 renuncià)
- San Goëri † (versa 627 - després del 636)
- San Godó † (citat el 645/650)
- San Clodulf † (citat el 659)
  - Landry de Soignies (entre Clodulf i Abbó.[28] Podria ser un bisbe regionari.[25]
- Sant' Abbó † (abans del 667 - després del 693 o 694)
- Sant Aptat †
- San Fèlix II †
- San Sigebaud † (? - 26 d'octubre de circa 741 mort)
- San Crodegand † (30 de setembre de 742 consacrato - 6 de març de 766 mort)
  - Sede vacante (766-768)
- Sant'Angilram o Enguerrand) † (25 de setembre de 768 - 26 d'octubre de 791 mort)
  - Sede vacante (791-815)
- San Gondul † (816 - 7 de setembre de 822 mort)
- Drogó † (30 de juny de 823 - 8 de desembre de 855 mort ; fill natural de Carlemany, instal·lat perl seu germanastre Lluís el Pietós)
  - Sede vacante (855-858)
- Avenci o Advent † (7 d'agost de 858 consacrato - 31 d'agost de 875 mort)
- Wala† (de març de o d'abril de 876 - 11 d'abril de 882 mort)
- Robert † (22 d'abril de 883 - 2 de gener de 917 mort)
- Wigeric † (de gener de 917 - 19 de febrer de[29] 927 mort)
- Venerable Bennó d'Einsiedeln † (927 - 929 renuncià)
- Adalbéron I di Bar † (929 - 25 o 26 d'abril de 964 mort)
- Beat Thierry I de Metz† (desembre de 964 - 7 de setembre de 984 mort)
- Beat Adalberó II de Metz, † (16 d'octubre de 984 - 14 de desembre de 1005 mort)
- Thierry II de Luxemburg † (1006 - 29 d'abril de 1047 mort)
- Adalberó III de Metz o de Luxemburg† (1047 - 12 de novembre de 1072 mort)
- Hermann, (1073 - 4 de maig de 1090 mort. Oposat a Enric IV del Sacre Imperi Romanogermànic, deposat pel concili de Magúncia del 1085 substituït per Való abat de Saint-Arnould, partidari de l'emperador, expulsat pel poble que restaura a Hermann.;[30] expulsat per segone vegada per Enric IV el 1087 i posat al seu lloc Brunó de Calw; la població va atacar la catedral i va fer fugir al nou bisbe restaurant a Hermann el 1088.[31] Mort el 16 de maig de 1090. Enric IV va fer designar a Burcard que no va prendre possessió.[28]
  - Burchard † (1090) (bisbe electe)
- Poppó † (1090 - 1103 mort. Germà del comte palatí de Metz. Havia estat elegit Riquer de Brey però la mort de Thuirry de Verdun el va convertir en bisbe de Verdun i Poppó va agafar el lloc
- Adalberó IV † (1103 - 1117 deposat)
- Vacant
- Teoer † (1118 - 29 d'abril de 1120 mort)
- Esteve de Bar † (1120 - 29 de desembre de 1163 mort)
- Thierry III de Bar, † (1171) (bisbe electe diaca, no fou consagrat.)[28]
- Frederic de Pluvoise † (2 de setembre de 1171 - 1173 deposat, anomenat « Ferri », no fou consagrat.[28]
- Thierry IV de Lorena † (1173 - 1179 deposat. Frederic li disputa la seu.[28]
- Bertram † (13 d'abril de 1180 - 6 d'abril de 1212 mort)
- Conrad de Scharfenberg † (abans del 23 de gener de 1213 - 24 de març de 1224 mort)
- Joan I d'Apremont † (17 de novembre de 1224 - 10 de desembre de 1238 mort)
- Jaume de Lorena † (gener de 1239 - 24 d'octubre de 1260 mort)
- Felip de Florange, † (1261 - 1264 renuncià. Tibald de Porcellets li va disputar la seu.[28]
- Guillem de Traînel † (12 de febrer de 1264 - 4 de gener de 1269 mort)
- Llorenç de Lichtenberg † (1270 - 1279 mort)
- Joan II de Dampierre † (7 d'octubre de 1279 - 9 de juny de 1282 nomenat bisbe de Lieja)
- Bucard d'Avesnes † (9 de juny de 1282 - 29 de novembre de 1296 mort)
- Gerard de Rhéninghe † (24 d'abril de 1297 - 30 de juny de 1302 mort. Una part del capítol va donar suport a Frederic de Lorena i l'altra part a Tibald de Bar però el papa els va rebutjar als dos.)[28]
- Renald de Bar † (19 de setembre de 1302 - 4 de maig de 1316 mort)
  - Vacant de dos anys. El capítol estava dividit entre Felip de Bayon arxidiaca de Sarrebourg, i Pere de Sierk arxidiaca de Marsal. El primer tenia el suport del comte Eduard I de Bar i el segon del duc Ferry IV de Lorena. Els dos candidats van anar a Avinyó per demanar sense èxit la confirmació al papa.[32]
- Enric Delfí † (4 de maig de 1319 - després del 24 de novembre de 1324 renuncià)imposat pel papa Joan XXII però mai consagrat.[28]
- Lluís de Poitiers † (26 d'agost de 1325 - 17 d'agost de 1327 mort)
- Ademar de Monteil † (21 d'agost de 1327 - 12 de maig de 1361 mort)
- Joan III de Vienne † (15 de novembre de 1361 - 13 d'agost de 1365 nomenat bisbe de Basilea)
- Thierri V Bayer de Boppard † (13 d'agost de 1365 - 18 de gener de 1383 mort)
- sant Pere de Luxemburg † (10 de febrer de 1384 - 5 de juliol de 1387 renuncià)partidari del Papa d'Avinyó, el de Roma li va oposar a Thielleman de Bousse que portara el títol de bisbe de Metz fins al 1403.[33]
- Raül de Coucy, net de Guilleme de Coucy († 1335), † (13 d'agost de 1387 - 20 de març de 1415 nomenat bisbe de Noyon)
- Conrad II Bayer de Boppard † (20 de març de 1415 - 20 d'abril de 1459 mort)
- Jordi I de Baden, † (2 de juliol de 1459 - 11 d'octubre de 1484 mort. No fou consagrat.[28])
- Enric II de Lorena † (16 de maig de 1485 - 26 de juliol de 1501 renuncià) (abans bisbe de Thérouanne; se li va oposar Ulric de Blamont)
- Joan IV de Lorena. Conrad de Leyden (?-1530), de Nicòpolis, diòcesi sufragania de Metz[34] va administrar el bisbat els tres primers anys.[28]A causa de la minoria d'edat de Joan, Enric II de Lorena, va ser nomenat administrador apostòlic fins al seu decés.
- Nicolau de Lorena (1524 † 1577), bisbe de Verdun al mateix temps després duc de Mercœur.
- Joan IV de Lorena. † (20 d'octubre de 1505 - 10 de maig de 1550 mort)[35]
- Carles I de Lorena, † (10 de maig de 1550 - 22 d'abril de 1551 renuncià cardenal i arquebisbe de Reims)
  - Robert de Lenoncourt † (22 d'abril de 1551 - de setembre de 1553 renuncià) (administrador apostòlic)
- Francesc Beaucaire de Péguillon † (16 de desembre de 1555 - 1568 renuncià)
- Lluís de Guisa
- Carles II de Lorena † (18 de juliol de 1578 - 24 de novembre de 1607 mort, bisbe d'Estrasburg, nomenat sent infant, la diòcesi va estar sota administració de Nicolas Bousmard, bisbe de Verdun, fins al 1589.[28]
- Anne de Perusa d'Escars de Givry, O.S.B. † (10 de setembre de 1608 - 19 d'abril de 1612 mort)
  - Enric de Borbó-Verneuil † (1612 - 1652 renuncià) (administrador apostòlic)[36]
- Juli Mazarino, † (1653 - 1658 renuncià) (el Papa no el va reconèixer i va mantenir a Enric fins al 1659)[4]
- Francesc Egon de Furstenberg † (1658 - 30 de juliol de 1663 nomenat bisbe de Strasburg) (bisbe electe, no reconegut pel papa)[28]
- Guillem de Furstenberg † (1663 - 1669 renuncià) (bisbe electe, no reconegut pel papa.
- Jordi d'Aubusson de la Feuillade † (3 de juny de 1669 - 12 de maig de 1697 mort)
- Enric Carles du Cambout de Coislin † (11 de novembre de 1697 - 28 de novembre de 1732 mort)
- Claudi de Saint Simon (15 de febrer de 1734 - 28 de febrer de 1760 mort)
- Lluís Josep de Montmorency-Laval † (6 d'abril de 1761 - 1801 deposat)[37]
  - Nicolau Francin, bisbe constitucional
- Pierre-François Bienaymé † (4 de maig de 1802 - 9 de febrer de 1806 mort)
- Gaspard-André Jauffret † (26 d'agost de 1806 - 12 de maig de 1823 mort. Ente 1811 i 1815 Claude-Ignace Laurent (1761-1819) fou nomenat bisbe per Napoleó I, i Jauffret enviat com a bisbe d'Ais de Provença. Cap dels dos nomenament fou reconegut pel Papa Pius VII.)
- Jacques-François Besson † (24 de novembre de 1823 - 23 de juliol de 1842 mort)
- Paul Dupont des Loges † (27 de gener de 1843 - 18 d'agost de 1886 mort)
- François-Louis Fleck † (18 d'agost de 1886 - 28 d'octubre de 1899 mort)
- Willibrord Benzler, O.S.B. † (21 de setembre de 1901 - 31 de juliol de 1919, dimiteix al retorn de la zona del Mosel·la a França)
- Jean-Baptiste Pelt † (1 d'agost de 1919 - 10 de setembre de 1937 mort)
- Joseph-Jean Heintz † (4 de març de 1938 - 30 de novembre de 1958 mort)
- Paul-Joseph Schmitt † (30 de novembre de 1958 - 1987 jubilat)
- Pierre Raffin, O.P. (4 d'agost de 1987 - 27 de setembre de 2013 jubilat)
- Jean-Christophe André Robert Lagleize, des del 27 de setembre de 2013

## Estadístiques
A finals del 2013, la diòcesi tenia 813.000 batejats sobre una població de 1.045.066 persones, equivalent al 77,8% del total.
| any  | població | població  | població | sacerdots | sacerdots       | sacerdots       | sacerdots             | diaques | religiosos | religiosos | parròquies |
| ---- | -------- | --------- | -------- | --------- | --------------- | --------------- | --------------------- | ------- | ---------- | ---------- | ---------- |
| any  | batejats | total     | %        | total     | clergat secular | clergat regular | batejats per sacerdot | diaques | homes      | dones      |            |
| 1950 | 660.000  | 705.000   | 93,6     | 1.056     | 860             | 196             | 625                   |         | 196        | 2.996      | 660        |
| 1970 | 860.000  | 994.081   | 86,5     | 972       | 777             | 195             | 884                   |         | 341        | 2.144      | 770        |
| 1980 | 912.000  | 1.019.000 | 89,5     | 804       | 655             | 149             | 1.134                 | 3       | 273        | 1.614      | 683        |
| 1990 | 826.000  | 1.027.000 | 80,4     | 616       | 497             | 119             | 1.340                 | 18      | 205        | 1.292      | 686        |
| 1999 | 848.000  | 1.047.000 | 81,0     | 507       | 424             | 83              | 1.672                 | 43      | 156        | 950        | 649        |
| 2000 | 853.000  | 1.053.000 | 81,0     | 504       | 418             | 86              | 1.692                 | 45      | 152        | 920        | 649        |
| 2001 | 829.000  | 1.023.447 | 81,0     | 499       | 418             | 81              | 1.661                 | 49      | 146        | 891        | 659        |
| 2002 | 829.000  | 1.023.447 | 81,0     | 466       | 390             | 76              | 1.778                 | 48      | 140        | 849        | 649        |
| 2003 | 829.000  | 1.023.447 | 81,0     | 467       | 395             | 72              | 1.775                 | 49      | 131        | 826        | 649        |
| 2004 | 829.000  | 1.023.447 | 81,0     | 443       | 381             | 62              | 1.871                 | 49      | 116        | 758        | 649        |
| 2013 | 813.000  | 1.045.066 | 77,8     | 363       | 325             | 38              | 2.239                 | 54      | 109        | 556        | 649        |